# Sajókaza
Sajókaza é um município da Hungria, situado no condado de Borsod-Abaúj-Zemplén. Tem 30,72 km² de área e sua população em 2015 foi estimada em 3.116 habitantes.